# AMI (entreprise japonaise)
Pour les articles homonymes, voir AMI.
« AMI (entreprise) » redirige ici. Pour l'entreprise française, voir Ami (entreprise française).
AMI Co., Ltd. (Amusement Marketing International) est une entreprise japonaise fondée en novembre 1999 et disparue en avril 2010.

## Description
L'entreprise exerçait dans le domaine de l'édition de jeux vidéo.

## Historique
En 2005, l'entreprise travaille avec 5pb..
En septembre 2009, la société annule sa participation au salon AM.
En avril 2010, la société a déclaré la faillite.

## Jeux édités
- Arcana Heart
- BlazBlue: Calamity Trigger
- DeathSmiles
- Espgaluda
- Mushihime-Sama
- Muchi Muchi Pork
- DoDonPachi Dai Ou Jou
- Ketsui: Kizuna Jigoku Tachi
- Ibara
- Espgaluda II
- The King of Fighters Collection : The Orochi Saga